# Mangen (Mangskogs socken, Värmland)
Mangen är en sjö i Arvika kommun i Värmland och ingår i Göta älvs huvudavrinningsområde. Sjön är 20,1 meter djup, har en yta på 3,19 kvadratkilometer och befinner sig 131,1 meter över havet. Sjön avvattnas av vattendraget Slorudsälven (Oltjärnsbäcken).

## Delavrinningsområde
Mangen ingår i det delavrinningsområde (662584-133272) som SMHI kallar för Utloppet av Mangen. Medelhöjden är 201 meter över havet och ytan är 25,83 kvadratkilometer. Räknas de 8 avrinningsområdena uppströms in blir den ackumulerade arean 145,44 kvadratkilometer. Slorudsälven (Oltjärnsbäcken) som avvattnar avrinningsområdet har biflödesordning 4, vilket innebär att vattnet flödar genom totalt 4 vattendrag innan det når havet efter 312 kilometer. Avrinningsområdet består mestadels av skog (67 procent). Avrinningsområdet har 3,97 kvadratkilometer vattenytor vilket ger det en sjöprocent på 15,4 procent.